# United States Border Patrol

United States Border Patrol, Förenta staternas gränspatrull, (USBP) är den federala poliskår i USA som ansvarar för gränsbevakning av landgränserna mot Kanada och Mexiko. USBP är sedan 2003 organiserat som en särskild poliskår inom U.S. Customs and Border Protection, som i sin tur ingår i USA:s inrikessäkerhetsdepartement.
Huvuduppgiften är att beivra och förhindra narkotikasmuggling och illegal invandring (inklusive människosmuggling). USBP har en särskild SWAT-enhet som heter Bortac.
Med över 19 000 polisanställda (patrol agents) är U.S. Border Patrol en av de numerärt största polisorganisationerna i hela USA. För budgetåret 2017 beviljade kongressen dem en budget på 3.8 miljarder USD. Majoriteten av de polisanställda tillhör minoritetsgrupper. 2016 utgjorde spansktalande latinamerikaner mer än 50% av hela styrkan.

## Bakgrund
USBP:s historia sträcker sig tillbaka till 1904, men organisationen blev officiellt upprättad genom beslut av kongressen 28 maj 1924 som en enhet inom USA:s arbetsmarknadsdepartement. 1940 flyttades U.S. Border Patrol över till USA:s justitiedepartment. 2003 fastställdes gällande organisationsförhållanden som en del av en större reform som ett svar på 11 september-attackerna 2001.

## Se även

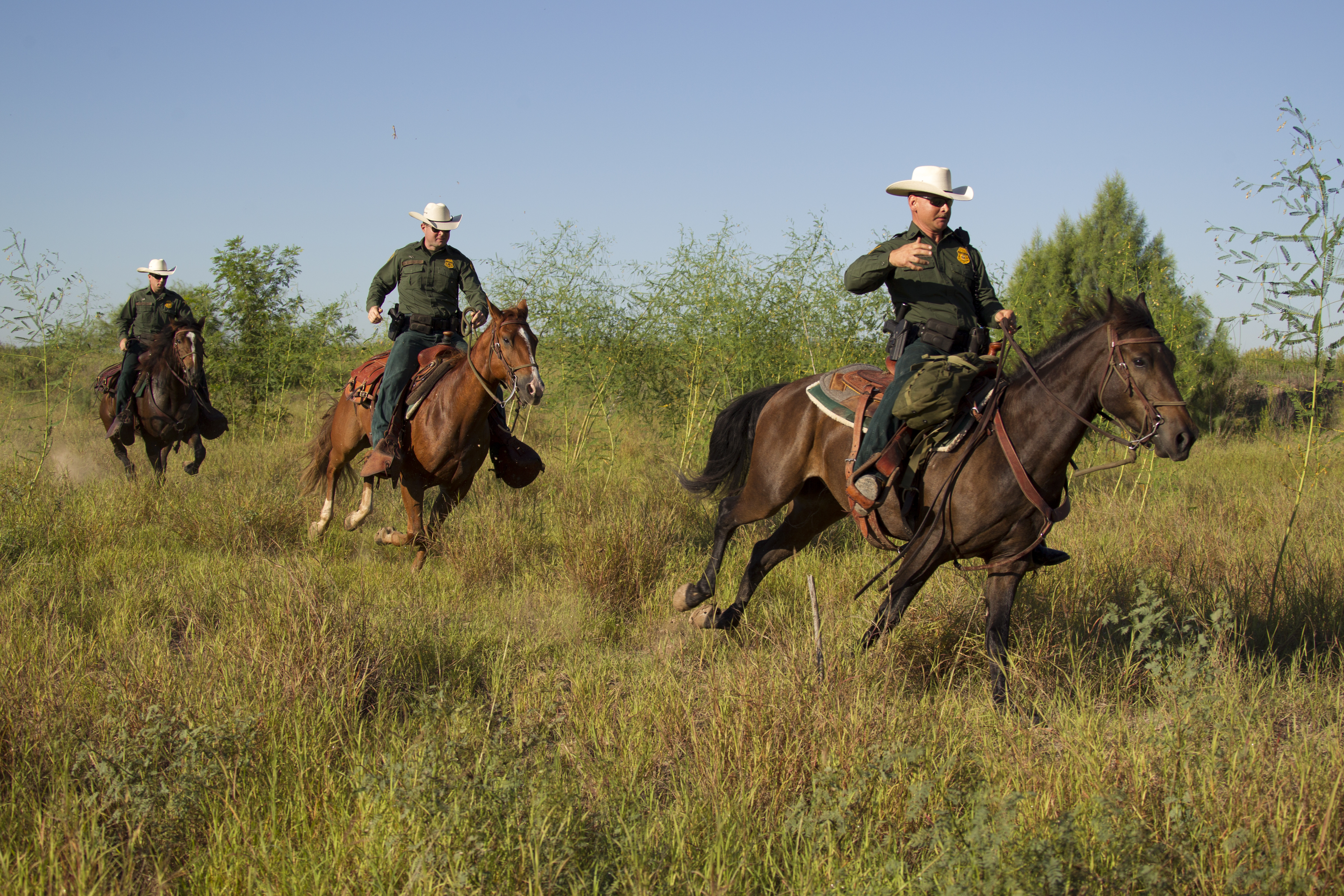
Gränsbevakare från USBP med Stetsonhatt på hästrygg i Texas.